# ポール・サンドビー
ポール・サンドビー（Paul Sandby RA、1731年 – 1809年11月7日）はイギリスの水彩画家、版画家である。風景画を描いた。兄のトーマス・サンドビーとともに、ロイヤル・アカデミー・オブ・アーツの創立会員になった。

## 略歴
ノッティンガムに生まれた。1731年に洗礼の記録があるが、これまでは1725年生まれとされてきた 。兄に画家になったトーマス・サンドビー(Thomas Sandby: 1721–1798) がいる。1745年に兄が働いていたロンドンに移り、陸軍の地図部門に雇われた。1745年のジャコバイト蜂起の後、ワトソン大佐(Colonel David Watson)に率いられて、 スコットランドのハイランド地方にあるジョージ砦への新しい補給路を調査する旅に、参加し製図係を務めた 。
この任務の傍ら、スコットランドでは風景や出来事を水彩で描いた。1751年に軍を止めて、王室の狩猟場、ウィンザー・グレート・パークの管理者の仕事をしていた兄のもとで過ごし、兄の助手をし、近くの城や街などの風景をスケッチした。これらの絵はトマス・ゲインズバラ(1727-1788)といった仲間の画家から賞賛された。
版画家としても活動し、自分の絵を版画にしてた多くの版画を1860年代に出版し、兄、トーマス・サンドビーを含む他の画家の作品も版画にした。画家のウィリアム・ホガース(1697-1764)を風刺するカリカチュアなど風刺的な版画も偽名で出版した。
ウィンザーで過ごしながら、毎年、ロンドンにも滞在していたとされ、1757年に結婚し、1760年からはロンドンに住んだ。1760年に美術家グループ「Society of Artists」の最初の展覧会に開催に貢献し、この展覧会には1768年にロイヤル・アカデミー・オブ・アーツが創立されるまで出展した。
1768年には王立陸軍士官学校の絵の教師に任じられ、1799年までその仕事を続けた。1768年のロイヤル・アカデミー・オブ・アーツの創立時の28人の創立会員の一人となった。アカデミーの理事をしばしば務め、1769年から1809年の間の展覧会には、8回ほどを除いて毎年出展した。アイルランドを含むイギリス各地を旅し風景を描いた。

### 版画

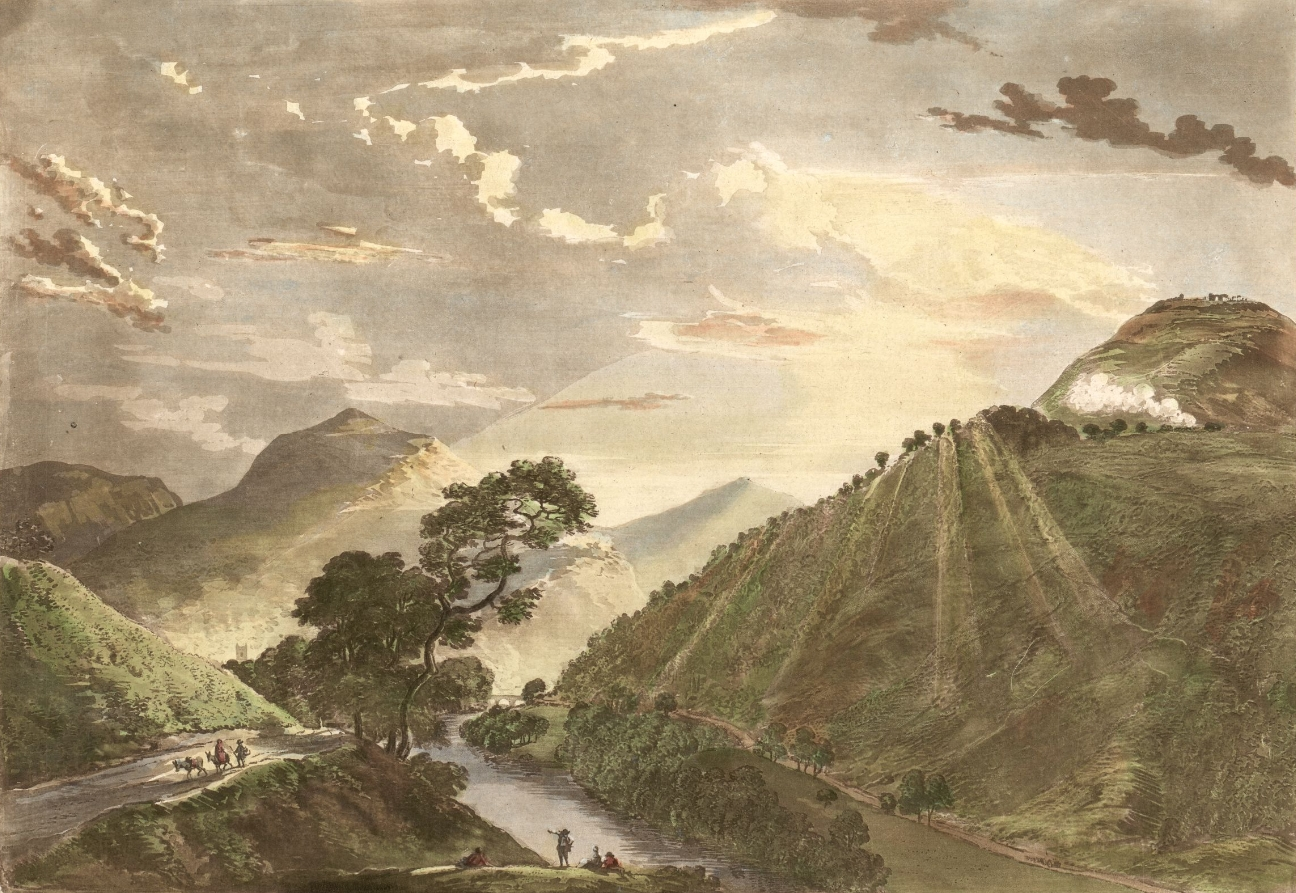
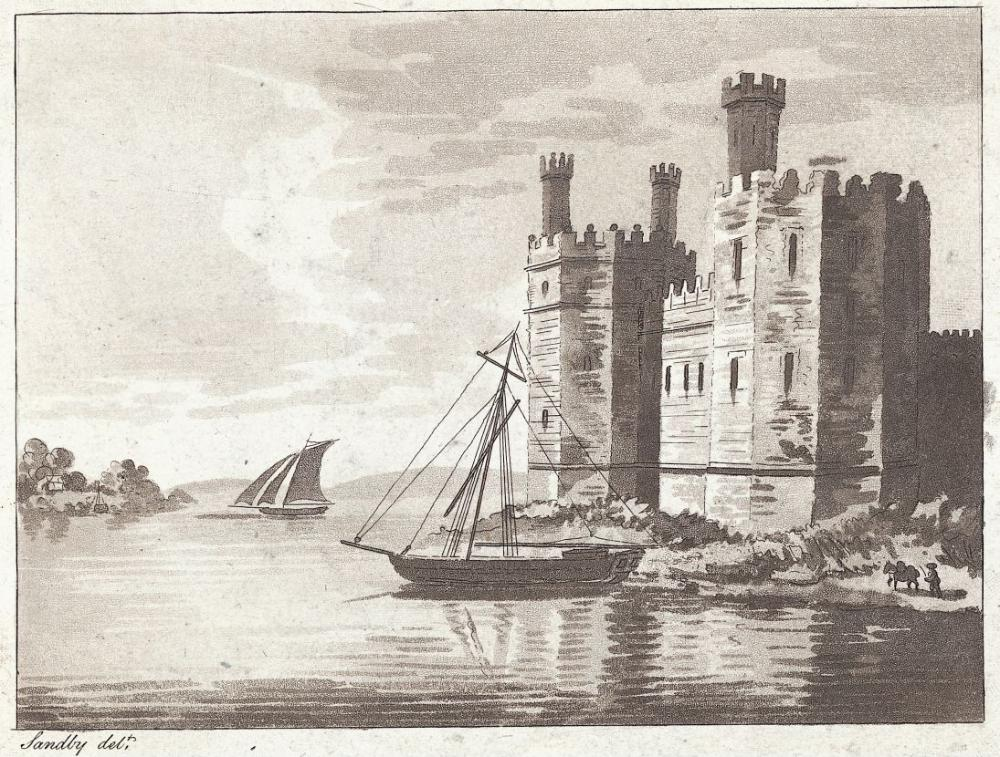
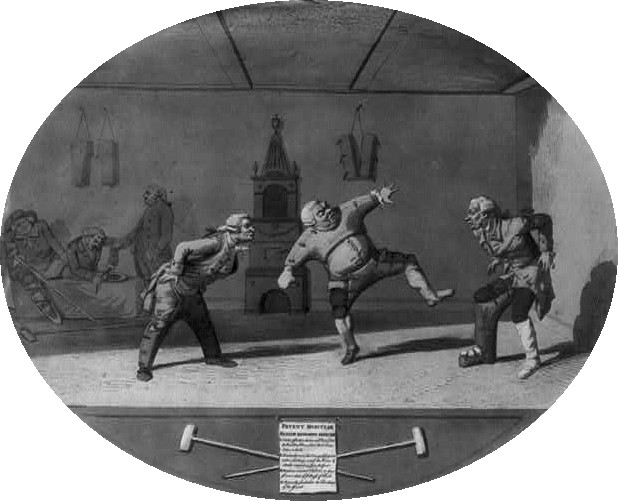

## 作品

### 水彩画

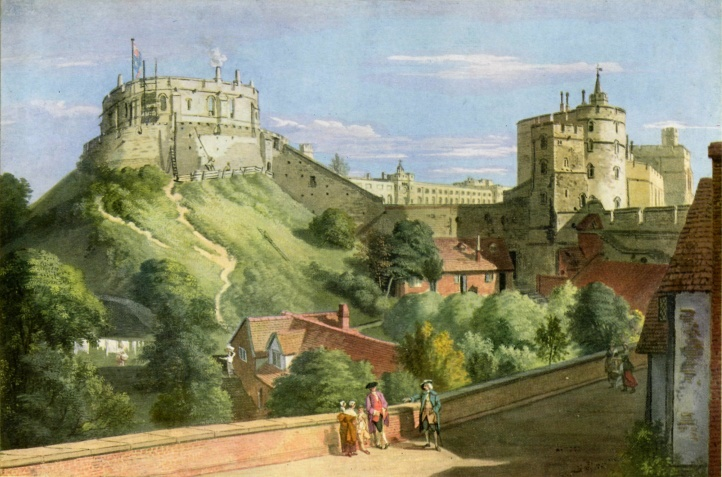
ウィンザー城
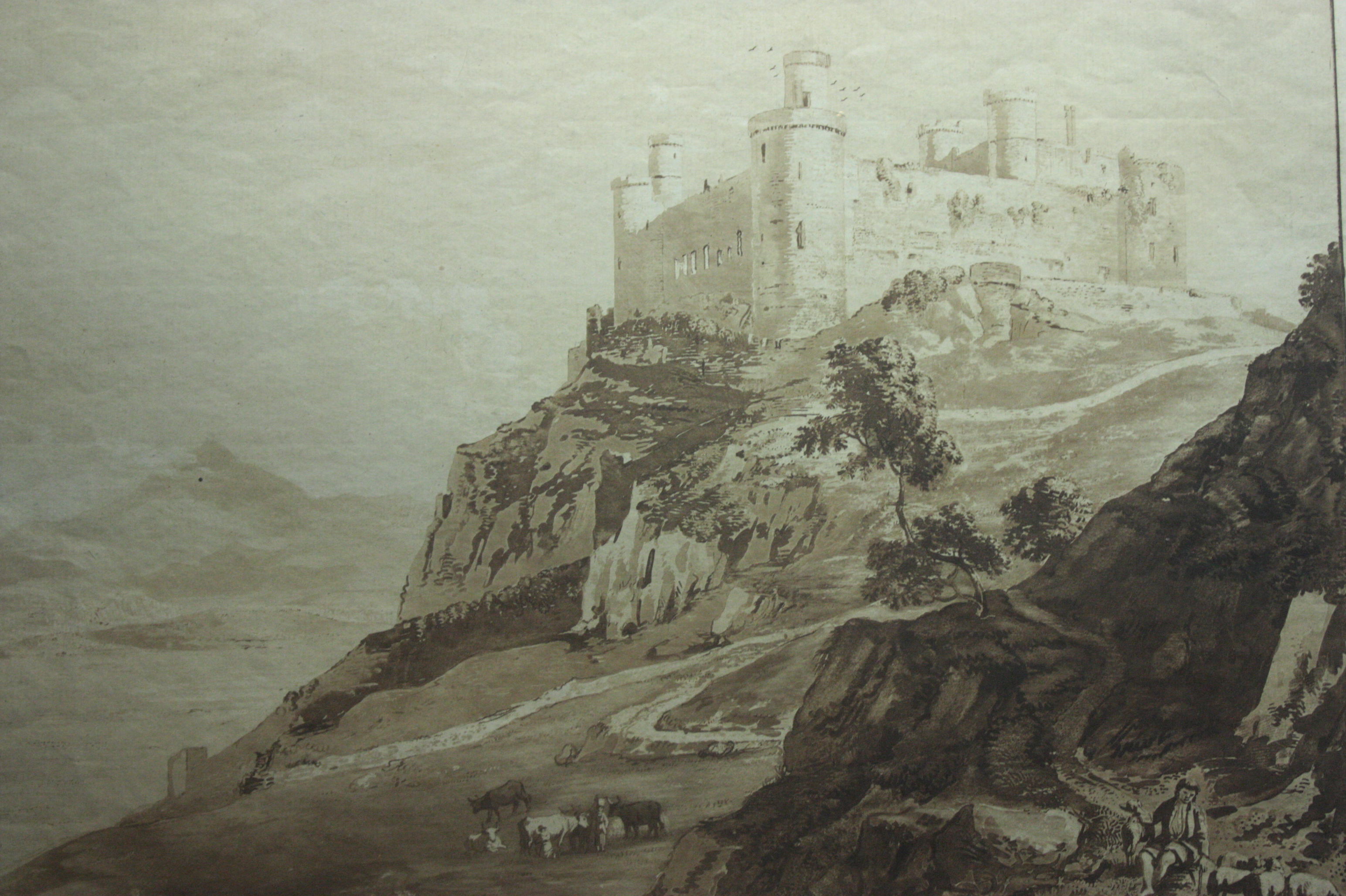
ハーレフ城
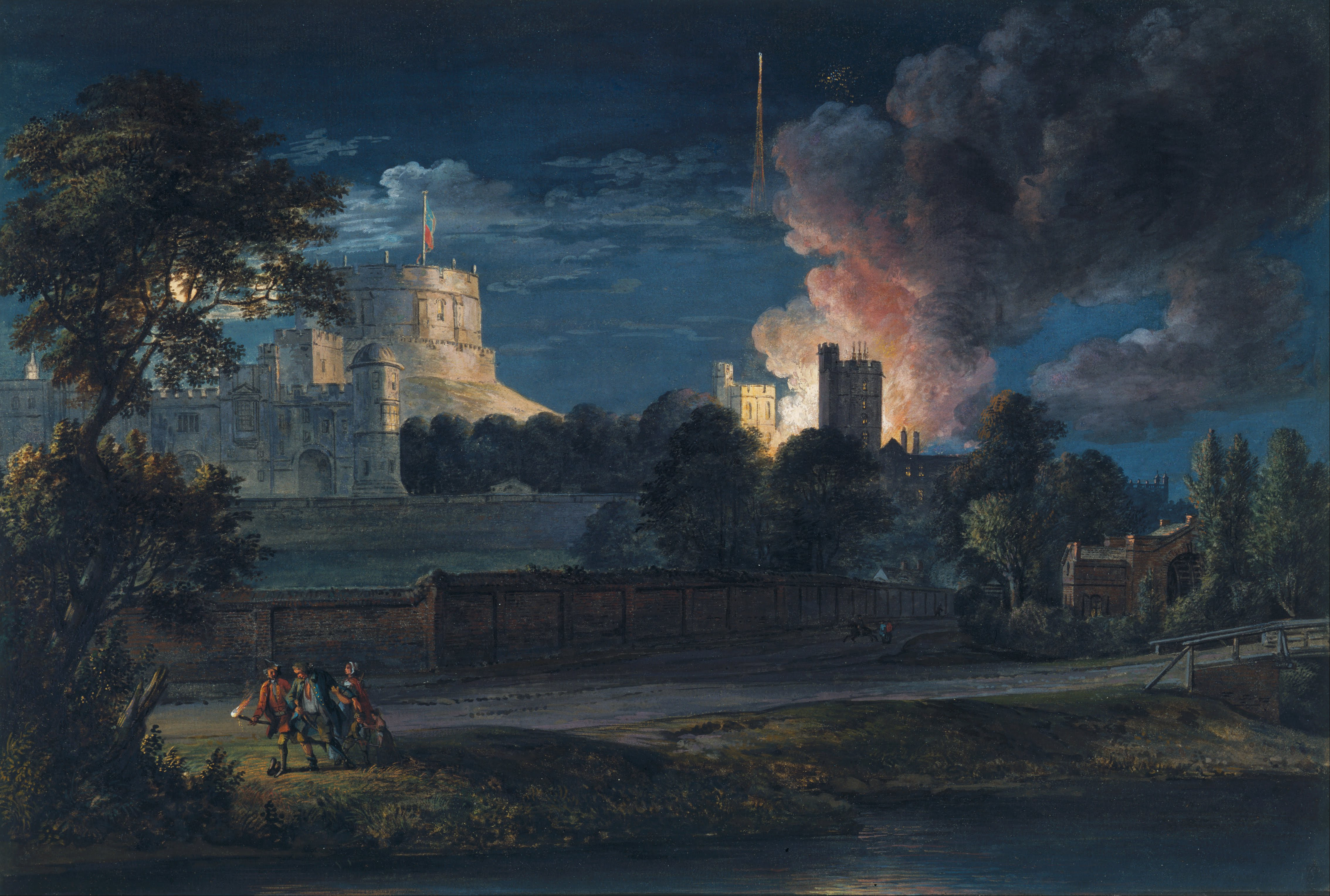
ウィンザー城夜景

## 関連文献
- Monkhouse, William Cosmo (1897). "Sandby, Paul" . In Lee, Sidney (ed.). Dictionary of National Biography. Vol. 50. London: Smith, Elder & Co. pp. 251–254.
- Julian Faigan, Paul Sandby RA. The Collection in the City of Hamilton Art Gallery (University of Melbourne MA Thesis, 1984).
- L. Herrmann. Paul and Thomas Sandby (Batsford, 1986).
- Andrew Wilton & Anne Lyles. The Great Age of British Watercolours (1750–1880) (Prestel, 1993). ISBN 3-7913-1254-5
- Anne Lyles & Robin Hamlyn. British watercolours from the Oppé Collection (Tate Gallery Publishing, 1997). ISBN 1-85437-240-8
- Michael Charlesworth, "Thomas Sandby climbs the Hoober Stand", Art History, 19, 2, (1996).
- Michael Charlesworth, Landscape and Vision (Ashgate, 2008), Chapter One.
- Ann V. Gunn, '"The Fire of Faction": Sources for Paul Sandby's Satires of 1762-63', Print Quarterly, Vol.XXXIV no.4, (2017), pp. 400–18.